# Garcinia balica
Garcinia balica är en tvåhjärtbladig växtart som beskrevs av Friedrich Anton Wilhelm Miquel. Garcinia balica ingår i släktet Garcinia och familjen Clusiaceae. Inga underarter finns listade i Catalogue of Life.